# Loi relative à l'organisation du service public de la poste et à France Télécom
La loi n° 90-568 du 2 juillet 1990 relative à l'organisation du service public de la poste et à France Télécom, dite loi Quilès (du nom du ministre Paul Quilès) a été votée par le Parlement français le 2 juillet 1990. Elle conduit à la naissance de deux établissements publics distincts, La Poste et France Télécom le 1er janvier 1991 mettant ainsi fin aux PTT.
Cette loi inclut une mission de service public d'aménagement territorial pour La Poste : « Sauf circonstances exceptionnelles, ces règles ne peuvent autoriser que plus de 10 % de la population d'un département se trouve éloignée de plus de cinq kilomètres et de plus de vingt minutes de trajet automobile, dans les conditions de circulation du territoire concerné, des plus proches points de contact de La Poste. » (art. 6)